# 칠성문
칠성문(七星門)은 조선민주주의인민공화국 지정 국보 제18호로, 평양시 중구역 경상동에 위치한다. 6세기 중엽에 고구려 평양성 내성의 북문에 처음 세웠다가 서기 1712년 조선시대에 다시 세운 문이다. 이름은 하늘 북쪽에 위치한 북두칠성에서 따 북문이란 뜻으로 붙여진 것이다. 이 성문의 문루는 정면 3칸 7.38m, 측면 2칸 4.36m의 단층건물이다. 문루에는 사방 돌아가면서 흘림기둥을 세웠는데 정면 가운데는 무지개문길을 피하여 조금 넓게 잡았다. 두공은 없고 마구리 대들보 밑에는 아름다운 초엽을 받쳤다.

## 구조

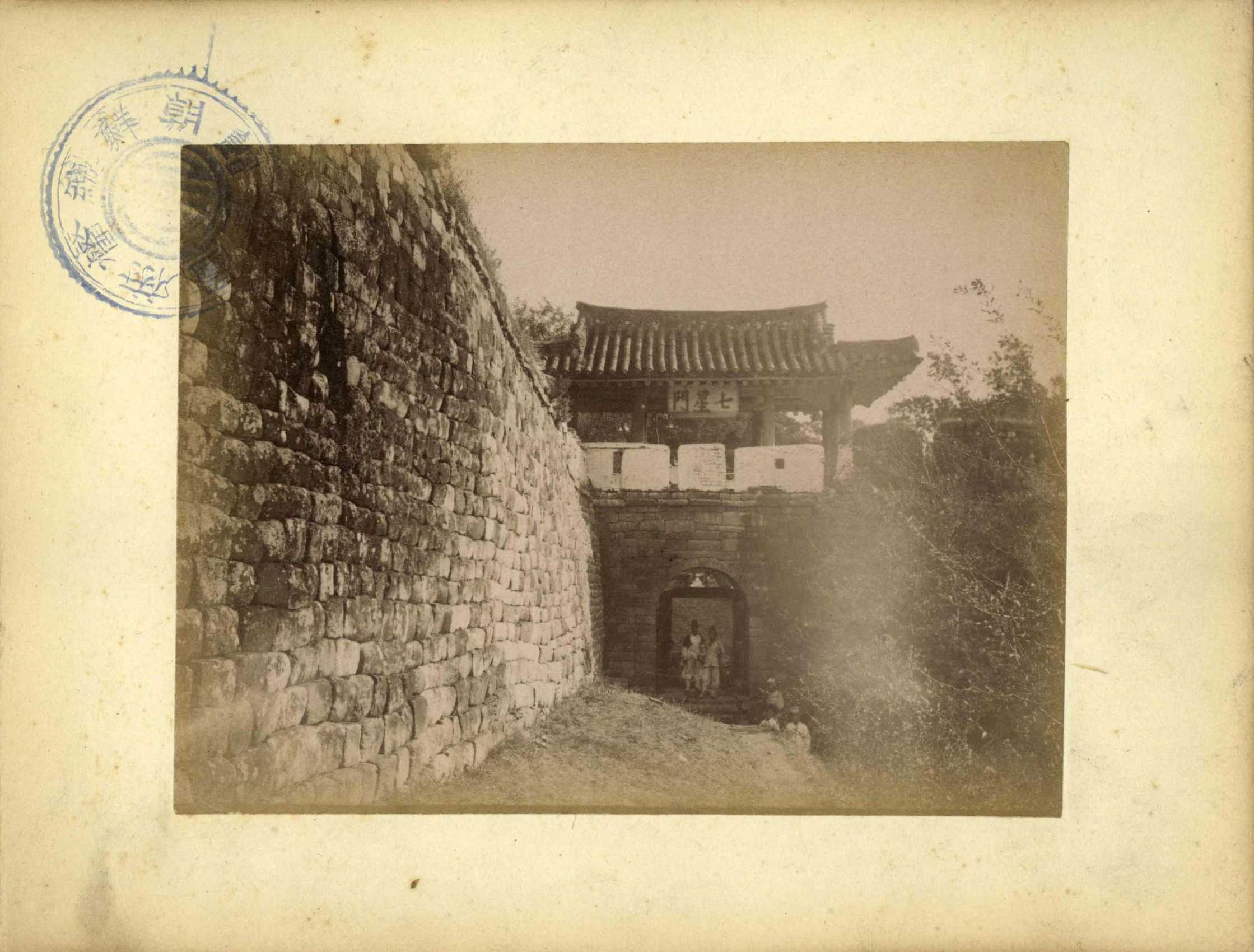
1900년의 칠성문 사진

건물 내부는 통천장으로 시원하게 튀워놓았으며, 가운데 칸의 바닥에는 마루를 깔았다. 문루에는 화려한 모루단청을 입혀 건물의 품위를 살렸다. 지붕은 홑처마 합각식이다. 성문 옆엔 옹성을 쌓아 성쪽으로 몰려오는 적에 집중타격을 가할 수 있도록 설계했다.

## 같이 보기
- 평양성 (고구려)